# Absenteísmo

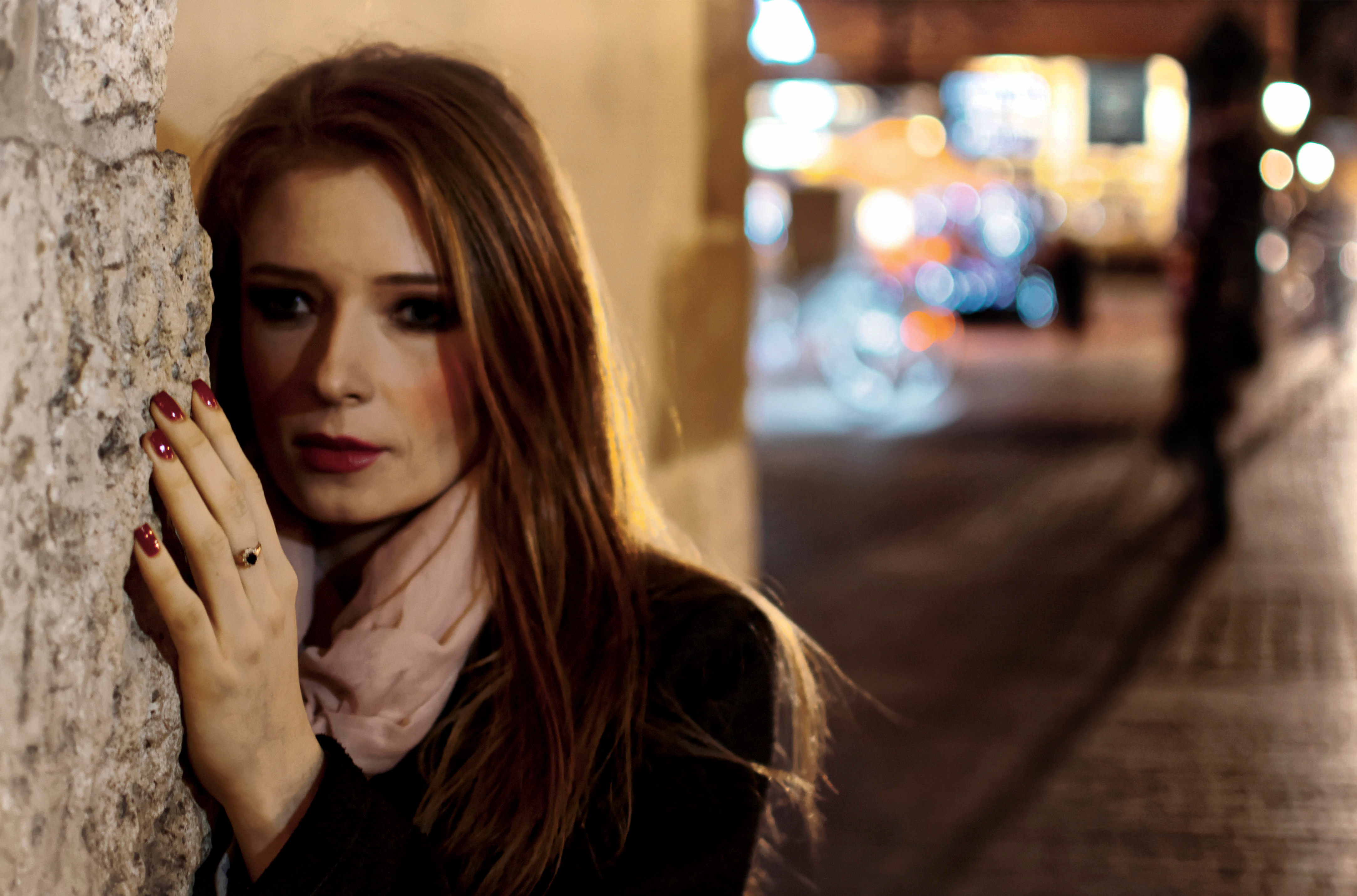
A ansiedade pode ser uma das causas do absenteísmo.

O  absenteísmo ou absentismo é um fenômeno que se refere à ausência ou o afastamento não programado de funcionários de seus locais de trabalho. Essa questão pode ter diversas causas, desde problemas de saúde até questões pessoais ou insatisfação no trabalho. O absenteísmo pode ser uma preocupação significativa para as organizações, pois pode afetar negativamente a produtividade, a qualidade do trabalho e o clima organizacional.
Existem várias formas de absenteísmo, incluindo faltas por doença, licenças médicas, faltas não justificadas, atrasos constantes e saídas antecipadas. Cada uma dessas formas pode ter impactos diferentes nas operações da empresa. Por exemplo, altos índices de absenteísmo por doença podem indicar problemas de saúde dos funcionários ou inadequações no ambiente de trabalho que precisam ser abordadas.

## Conceito
O absenteísmo pode ser causado por uma variedade de fatores. Entre eles, estão questões de saúde física e mental, como doenças crônicas, lesões, estresse, ansiedade e depressão. Além disso, problemas pessoais, como questões familiares, financeiras ou transporte, podem levar os funcionários a faltar ao trabalho. A insatisfação no trabalho, falta de motivação, falta de reconhecimento, excesso de carga de trabalho e conflitos interpessoais também podem contribuir para o absenteísmo.
Para lidar com o absenteísmo, as organizações podem adotar várias estratégias. Isso inclui a implementação de políticas de gestão de presença, programas de bem-estar e saúde no trabalho, incentivos para uma cultura de trabalho saudável e equilibrada, além de oferecer suporte e recursos para lidar com problemas pessoais dos funcionários. Também é importante que os líderes e gestores estejam atentos aos sinais de absenteísmo e ajam proativamente para identificar as causas subjacentes e oferecer suporte aos funcionários.
Além disso, é fundamental que as organizações promovam um ambiente de trabalho positivo, que valorize o bem-estar dos funcionários, ofereça oportunidades de desenvolvimento profissional e promova uma cultura de trabalho inclusiva e colaborativa. Ao abordar o absenteísmo de forma abrangente e proativa, as empresas podem melhorar a satisfação dos funcionários, aumentar a produtividade e promover um ambiente de trabalho saudável e sustentável.

## Situação oposta
Uma situação contrária ao absenteísmo, mas igualmente nociva aos ambientes de trabalho saudáveis, é o presenteísmo, na qual o colaborador comparece ao local de trabalho e executa suas atividades em um estado de saúde física ou mental não favorável (em outras palavras, está "indo trabalhar doente"). O funcionário encontra-se no ambiente laboral apenas "de corpo presente", muitas vezes tendo seu desempenho profissional abaixo do esperado.